# Terminal Calipso
El Terminal Calipso es una de las terminales del Sistema Integrado de Transporte MIO de la ciudad de Cali, inaugurado en el año 2008.

## Ubicación
Se encuentra ubicada en el oriente de la ciudad en la intersección de la autopista Simón Bolívar y la carrera 28D, cerca de Comfandi Calipso y el Éxito de Simón Bolívar. Esta terminal sirve de interconexión en la Troncal de Aguablanca y la autopista Simón Bolívar.

## Servicios de la estación

### Rutas troncales
| Ruta | Estación Origen        | Estación Destino             | Sentido (N/S) |
| ---- | ---------------------- | ---------------------------- | ------------- |
| T15  | Universidades          | Terminal Aguablanca          | Ambos         |
| T50  | Terminal Aguablanca    | La Ermita                    | Ambos         |
| T51  | Terminal Aguablanca    | Unidad Deportiva Cl 5 Cra 52 | Ambos         |
| T62  | Terminal Simon Bolivar | Av. Las Americas             | Ambos         |

### Rutas pretroncales
| Ruta | Origen                             | Trayecto                                                                          | Destino                      |
| ---- | ---------------------------------- | --------------------------------------------------------------------------------- | ---------------------------- |
| P21B | Terminal Menga Cl 70N - Av 3N      | Cl 70N - Terminal Menga                                                           | Universidades Cr 100 Cl 16   |
| P47B | Terminal Andrés Sanín Cl 73 Cra 19 | 7 de Agosto Av. Simón Bolívar - Terminal Calipso - Cra 32 - Cl 27 - Cra 39 - Cl 5 | Unidad Deportiva Cl 5 Cra 52 |
| P82  | Inicio del recorrido               | Troncal de Aguablanca - Cl 44 - Cr 5 - Cl 52 - Cl 52N - Av 3N                     | Terminal Menga Av 3N Cl 70N  |

### Rutas alimentadoras
| Ruta | Origen                             | Trayecto                                                               | Destino                            |
| ---- | ---------------------------------- | ---------------------------------------------------------------------- | ---------------------------------- |
| A46  | Terminal Andrés Sanín Cl 75 Cra 19 | Dg 71A - Cra 24C - Dg 70 - Cra 26H - Cl 72K - Sena El Pondaje - Cra 27 | Fin del recorrido                  |
| A81  | Inicio del recorrido               | Troncal Aguablanca - Cl 83 - Cl 54 - Cr 39 - Cl 48 - Cr 29             | Comuneros I                        |
| A83  | Inicio del recorrido               | Cr 28D - Cl 72I - Cr 28F - Cl 72U - Av. Ciudad de Cali                 | Terminal Andrés Sanín Cl 75 Cra 19 |

- Datos: Q115799124